# Out Ag'in, in Ag'in
Pour plus de détails, voir Fiche technique et Distribution.
Out Ag'in, in Ag'in est un film muet américain réalisé par Larry Semon et sorti en 1916.

## Fiche technique
- Titre : Out Ag'in, in Ag'in
- Réalisation : Larry Semon
- Scénario : George McManus
- Société de production : Vitagraph Company of America
- Société de distribution : General Film Company
- Pays d'origine :  États-Unis
- Langue : film muet avec les intertitres en anglais
- Métrage : 300 m
- Format : Noir et blanc - 35 mm - 1,33:1  -  Muet
- Genre : Comédie
- Durée : 10 minutes
- Dates de sortie :
  -  États-Unis : 12 mai 1916

## Distribution
- Hughie Mack : Tubby
- John T. Kelly : le père
- Kate Price : la mère
- Jewell Hunt : la fille
- Donald MacBride : le cambrioleur